# Château Beaugey
 (juillet 2025).
Motif : absence de sources secondaires centrées ; simple monument non classé ou protégé
- Archive Wikiwix
- Bing
- Cairn
- DuckDuckGo
- E. Universalis
- Gallica
- Google
- G. Books
- G. News
- G. Scholar
- Persée
- Qwant
- (zh) Baidu
- (ru) Yandex
- (wd) trouver des œuvres sur Wikidata

| 1. | Préciser le motif de la pose du bandeau. | Précisez le motif de la pose du bandeau en utilisant la syntaxe suivante : {{admissibilité à vérifier\|date=juillet 2025\|motif=remplacez ce texte par le motif}}                    |
| 2. | Informer les utilisateurs concernés.     | Pensez à avertir le créateur de l'article, par exemple, en insérant le code ci-dessous sur sa page de discussion : {{subst:avertissement admissibilité à vérifier\|Château Beaugey}} |

Le château Beaugey est situé à Carignan-de-Bordeaux, en Gironde, sur un plateau relativement élevé.

## Histoire
Ce domaine s'appelait au XIIIe siècle "Puch de Canteloup", en liaison avec le château Canteloup situé à 1 km au sud-est. 
En 1489, il s'appelle déjà Beaugey, sans doute en l'honneur d'un précédent propriétaire, et est alors décrit comme un bourdieu entouré de fossés. Le logis a été construit pour le parlementaire Thomas de Cuisinier au début du XVIe siècle..
À l'époque tout le vallon de calonne et le versant sud de Vignac appartenaient au château Beaugey. Le tout était planté en vignes. À la fin du XIXe siècle par exemple on y produisait 400 hectolitres de vin rouge par an. 
Mais à petit à petit, les vignes diminuèrent si bien que l'on ne vinifia plus que dans les chais et cuviers du château, et non plus au domaine de Calonge, appelé alors "Tour de Calonge", qui se situait à peu près au 10 chemin de Calonne actuel. 
Au XVIIIe siècle, les documents font mention à Calonge, d'une tour et de bâtiments qui étaient très importants. Si l'on se fonde sur l'échelle figurant sur la carte de 1812, ils couvraient une surface de plus de 1 000 m², ce qui en faisait une des constructions les plus importantes de Carignan. 

## Architecture
Le château Beaugey a été construit au début du XVIe siècle ce qui est attesté par le contrat pour la couverture daté de 1525. La tour d'escalier a été supprimée à la fin du XIXe siècle et remplacée par un escalier monumental intérieur.